# جواوزينيو نيتو
جواوزينيو نيتو (بالبرتغالية: João Soares de Almeida Neto) هو لاعب كرة قدم برازيلي في مركز الهجوم، ولد في 30 يناير 1980 في بيلو هوريزونتي في البرازيل. لعب مع أتلتيكو باراناينسي وجمعية بورتوغيزا الرياضية وريكرياتيفو ونادي أمريكا ونادي باهيا ونادي برازيليا ونادي جوفنتودي ونادي فلومينينسي ونادي فيتوريا ونادي فيلا نوفا ونادي كروزيرو ونادي ليتكس لوفتش.

## وصلات خارجية
- جواوزينيو نيتو على موقع قاعدة بيانات كرة القدم.إي يو (الإنجليزية)